# Sáva Sedmipočetník
Svatý Sáva Sedmipočetník († 10. století) byl žákem sv. Cyrila a Metoděje, jeden ze svatých Sedmipočetníků.

## Život
Pocházel z některého z kmenů jižních Slovanů. V roce 868 jej v Římě spolu se svatým Angelárem vysvětil biskup Formosus na jáhna.
Po vyhnání z Velké Moravy po roce 885 se spolu s ostatními žáky svatých věrozvěstů uchýlil pravděpodobně také do Bulharska.